# Odbiornik energii elektrycznej

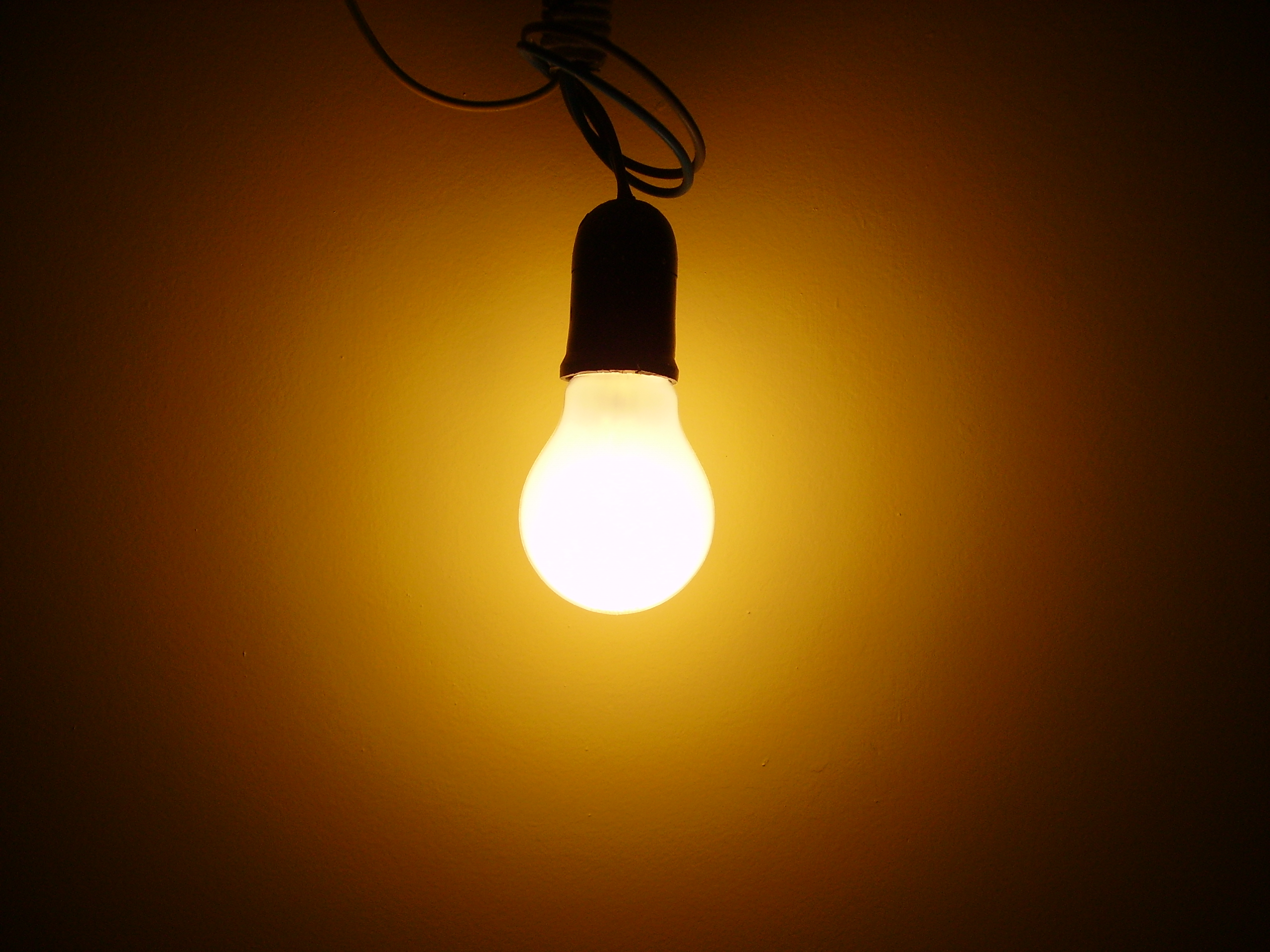
Żarówka w oprawie oświetleniowej jest odbiornikiem energii elektrycznej

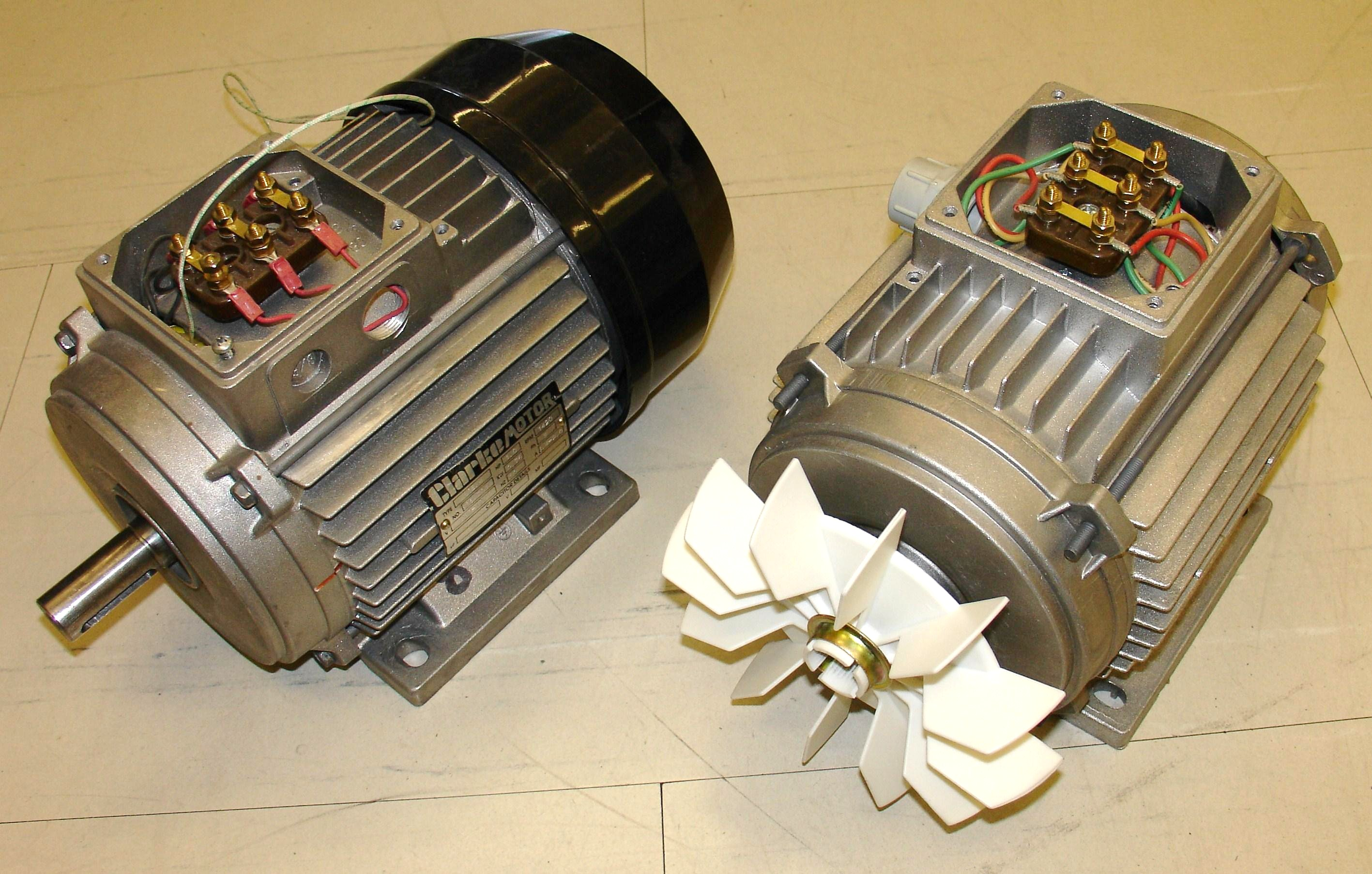
Trójfazowe silniki asynchroniczne są odbiornikami energii elektrycznej

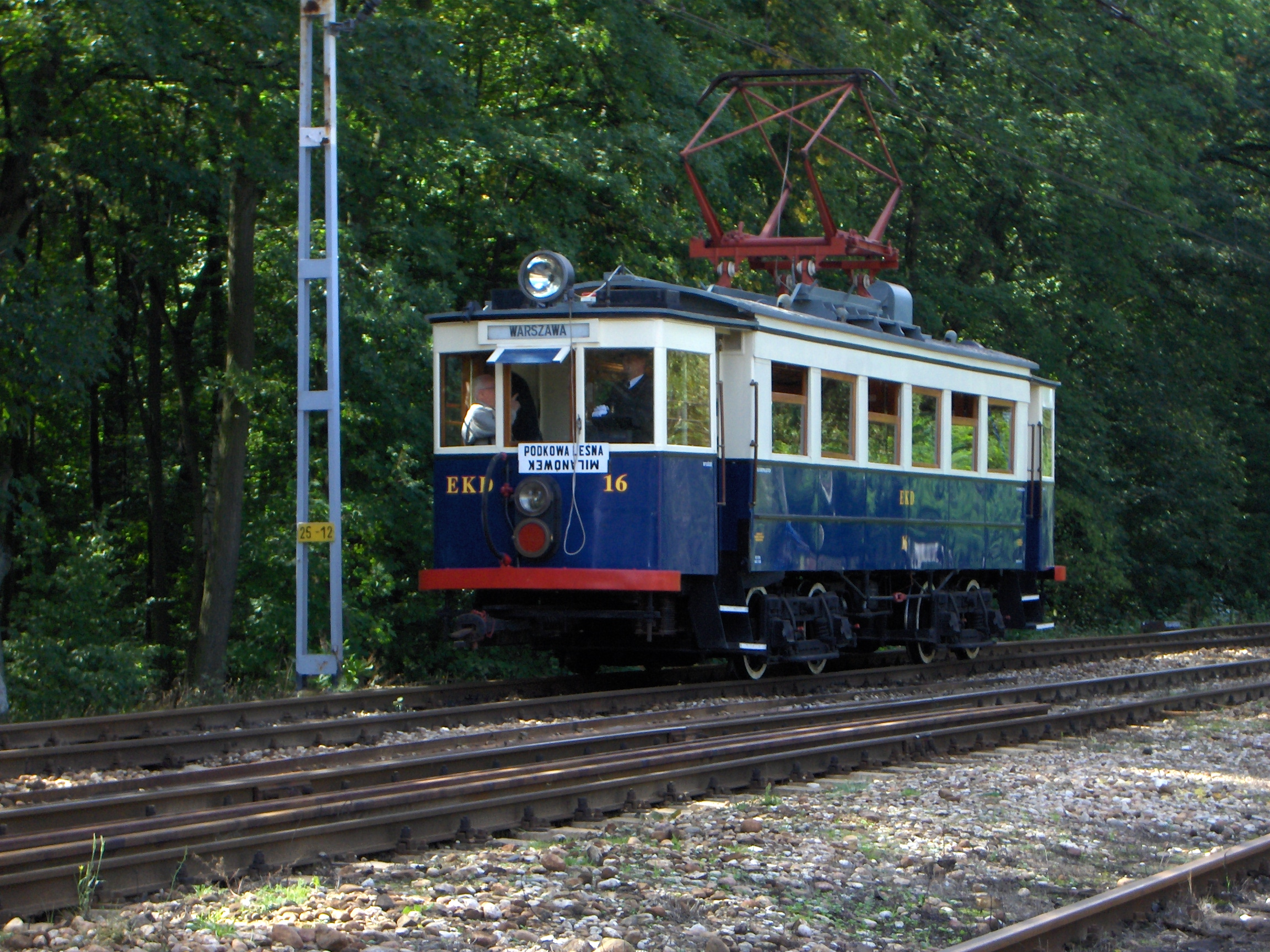
Elektryczny wagon silnikowy EN80-16s jest odbiornikiem energii elektrycznej

Odbiornik energii elektrycznej, elektryczne urządzenie odbiorcze – urządzenie elektryczne, którego funkcjonowanie jest uzależnione od pobierania energii elektrycznej dostarczanej w postaci prądu elektrycznego. 
W obwodach prądu przemiennego odbiornik może mieć charakter:
- indukcyjny
- pojemnościowy
- rezystancyjny
- mieszany: indukcyjno-rezystancyjny lub pojemnościowo-rezystancyjny.

Odbiornikiem z punktu widzenia gospodarki elektroenergetycznej nazywamy urządzenie, maszynę lub aparat przetwarzające energię pobraną z sieci elektroenergetycznej na taką energię, jaka jest potrzebna odbiorcy. Odbiornikiem jest silnik, oprawa oświetleniowa, grzejnik.
Ze względu na wymaganą pewność zasilania odbiorniki energii elektrycznej dzieli się na trzy kategorie:
- odbiorniki I kategorii – przerwa w zasilaniu ich energią może spowodować zagrożenie życia ludzkiego lub bardzo duże straty materialne. Urządzenia te wymagają bardzo dużej, co najmniej 100%, rezerwy zasilania, to znaczy zasilania dwustronnego.
- odbiorniki II kategorii – przerwa w zasilaniu ich energią może spowodować znaczne straty materialne. Urządzenia te wymagają odpowiedniego zasilania rezerwowego w zakresie dostosowanym do realizowanego procesu technologicznego.
- odbiorniki III kategorii – pozostałe.